# 윤상현 (1973년생 배우)
윤상현(1973년 9월 21일 ~ )은 대한민국의 배우이자 가수이다.

## 생애
군 제대 후 KBS 공채 탤런트 시험을 봤지만 2차 실기시험에서 탈락했고 2005년 SBS 드라마 《백만장자와 결혼하기》로 연예계에 본격 데뷔하였다. 여러 드라마에 출연하면서 인지도를 높였으며, 2009년 MBC 드라마 《내조의 여왕》을 통해 스타덤에 올랐다. 이 드라마에서 불렀던 노래 《네버엔딩스토리》 또한 큰 화제를 일으켰다.

## 결혼
메이비와 2014년 4월 소개팅을 통해 인연을 맺고 7월부터 연인으로 발전, 약 8개월 만에 결혼 소식을 알렸다. 2015년 2월 8일 결혼식을 올렸다.

## 연기 활동

### 드라마
| 연도      | 방송사                           | 제목                                            | 역할            | 비고      |
| --------- | -------------------------------- | ----------------------------------------------- | --------------- | --------- |
| 2005      | SBS                              | 주말특별기획 《백만장자와 결혼하기》            | 유진하          | 16부작    |
| 2006      | SBS                              | 주말특별기획 《백만장자와 결혼하기》            | 유진하          | 16부작    |
| MBC       | 주말특별기획 《불꽃놀이》        | 강승우                                          | 17부작          |           |
| SBS       | 월화드라마 《독신천하》          | 윤지헌                                          | 14부작          |           |
| KBS2      | KBS 드라마시티 - 《일주일》      | 윤성민                                          | 단막극          |           |
| 2007      | MBC                              | 주말특별기획 《겨울새》                         | 주경우          | 43부작    |
| 2008      | MBC                              | 주말특별기획 《겨울새》                         | 주경우          | 43부작    |
| KBS2      | 수목드라마 《아빠 셋 엄마 하나》 | 정성민                                          | 특별 출연       |           |
| MBC       | 일일시트콤 《크크섬의 비밀》     | 윤 대리                                         | 40부작          |           |
| MBC       | 2009                             | 월화드라마 《내조의 여왕》                      | 허태준          | 20부작    |
| KBS2      | 2009                             | 수목드라마 《아가씨를 부탁해》                  | 서동찬          | 16부작    |
| 2010      | SBS                              | 주말특별기획 《시크릿 가든》                    | 오스카 / 최우영 | 20부작    |
| 2011      | SBS                              | 주말특별기획 《시크릿 가든》                    | 오스카 / 최우영 | 20부작    |
| MBC       | 수목드라마 《지고는 못살아》     | 연형우                                          | 18부작          |           |
| 2013      | SBS                              | 드라마스페셜 《너의 목소리가 들려》             | 차관우          | 18부작    |
| 2014      | tvN                              | 금토드라마 《갑동이》                           | 하무염          | 20부작    |
| 2014      | SBS                              | 드라마스페셜 《피노키오》                       | 차관우          | 특별 출연 |
| 2015      | SBS                              | 주말특별기획 《너를 사랑한 시간》               | 윤상현          | 특별 출연 |
| 2016      | JTBC                             | 금토드라마 《욱씨남정기》                       | 남정기          | 16부작    |
| 2016      | MBC                              | 수목드라마 《쇼핑왕 루이》                      | 차중원          | 16부작    |
| 2017      | KBS                              | 월화드라마 《완벽한 아내》                      | 구정희          | 20부작    |
| 2017      | JTBC                             | 금토드라마 《힘쎈여자 도봉순》                  | 촬스 고         | 특별 출연 |
| 2018      | MBC                              | 수목드라마 《손 꼭 잡고, 지는 석양을 바라보자》 | 김도영          | 40부작    |
| 2018      | MBC                              | 수목드라마 《내 뒤에 테리우스》                 | 유지섭          | 특별 출연 |
| 2020      | JTBC                             | 월화드라마 《18 어게인》                        | 홍대영          | 16부작    |
| 2024      | KBS2                             | 수목드라마 《완벽한 가족》                      | 최현민          | 12부작    |
| 2024~2025 | ENA                              | 월화드라마 《나미브》                           | 심준석          |           |

### 영화
| 연도 | 제목             | 역할        | 비고      |
| ---- | ---------------- | ----------- | --------- |
| 2006 | 《썬데이 서울》  | 데이트 남자 | 우정 출연 |
| 2012 | 《음치클리닉》   | 신홍        |           |
| 2014 | 《덕수리 5형제》 | 수교        |           |
| 2019 | 《걸캅스》       | 조지철      |           |

### 라디오
| 연도 | 방송사     | 제목                   | 역할   | 날짜              | 비고 |
| ---- | ---------- | ---------------------- | ------ | ----------------- | ---- |
| 2011 | SBS 러브FM | 《라디오 시크릿 가든》 | 오스카 | 04. 09. ~ 06. 04. |      |

## 방송
| 연도 | 방송 채널 | 제목                         | 역할     | 날짜                | 방송 회차     |
| ---- | --------- | ---------------------------- | -------- | ------------------- | ------------- |
| 2010 | SBS TV    | 《패밀리가 떴다 2》          | 게스트   | 3월 28일            | 6회           |
| 2014 | tvN       | 《SNL KOREA 5》              | 게스트   | 11월 29일           | 35회          |
| 2015 | KBS2      | 《인간의 조건》              | 게스트   | 1월 3일             |               |
| 2015 | SBS TV    | 《정글의 법칙 in 얍》        | 출연     | 5월 29일 ~ 7월 17일 | 163 ~ 170회   |
| 2017 | SBS TV    | 《미운 우리 새끼》           | 스페셜MC | 7월 23일 ~ 7월 30일 |               |
| 2019 | SBS TV    | 《동상이몽2 - 너는 내 운명》 | 출연     | 3월 11일 ~ 11월 4일 | 85회 ~ 119회  |
| 2021 | KBS2      | 《슈퍼맨이 돌아왔다》        | 출연     | 1월 24일 ~ 8월 15일 | 366회 ~ 394회 |

## 음반
- 《내조의 여왕》 (2009년)
- 《사랑해요 (그대 Song)》 (2009년)
- 《비와 당신의 이야기》 (2009년)
- 《Saigo No Ame (마지막 비)》 (2010년)
- 《Chikai (맹세)》 (2010년)
- 《Precious Days》 (2011년)
- 《봉숭아 물들다》 (with 메이비) (2015년)
- 《YOON SANG HYUN BALLAD》 (2016년)

### OST
- 《지고는 못살아 OST Part 3》 (2011년)
- 《음치클리닉 OST Part 1》 (2012년)

## 광고
- 한국케이블TV방송협회 디지털케이블TV(with. 강호동) (2009년~2010년)
- 농심 무파마(with. 선우선) (2009년)
- 교원L&C 웰스 정수기 (2009년)
- 부강샘스 레이캅(with. 선우선) (2009년)
- 우리카드 우리V카드(with. 선우선) (2009년)
- 코스모코스 다나한 II(with. 구혜선) (2009년)
- 부산우유 정일품
- 동서식품 맥심 아이스커피믹스(with. 이나영) (2009년)
- 임실군 임실N치즈피자 (2009년)
- 안동소주 일품(一品)
- 롯데하이마트(With. 김광규, 티아라) (2011년)
- 아워홈 손수(With. 송승헌, 송중기) (2011년~2012년)
- KT olleh All-IP 올레 TV(With. 이보영) (2013년)
- 농심 신라면 블랙(With. 장혁) (2013년)
- 동서식품 맥심 모카골드(With. 송중기) (2013년)
- 주커피 차이나
- 티앤티공작 파주 유파크시티 (2017년)
- 현대약품 마이녹실 (2017년)
- 종근당건강 아이커(With. 이수경 박사) (2019년)

## 홍보대사
- 2009년 코리아 드라마 페스티벌 홍보대사
- 2010년 한류드림페스티벌 홍보대사
- 2010년 경상북도 홍보대사
- 2011년 서울특별시 그물망 지속가능복지 홍보대사

## 수상 및 후보
| 연도 | 시상식                       | 부문                                 | 작품                             | 결과 |
| ---- | ---------------------------- | ------------------------------------ | -------------------------------- | ---- |
| 2006 | SBS 연기대상                 | 뉴스타상                             | 독신천하                         | 수상 |
| 2008 | MBC 연기대상                 | 남자 신인연기상                      | 겨울새                           | 후보 |
| 2009 | 라이프스타일 어워드          | '올해의 베스트 드레서'               | 빈칸                             | 수상 |
| 2009 | MBC 연기대상                 | 남자 최우수연기상                    | 내조의 여왕                      | 수상 |
| 2009 | MBC 연기대상                 | 남자 인기상                          | 내조의 여왕                      | 후보 |
| 2009 | MBC 연기대상                 | 베스트 커플상 (with 선우선)          | 내조의 여왕                      | 후보 |
| 2009 | KBS 연기대상                 | 미니시리즈부문 남자 우수연기상       | 아가씨를 부탁해                  | 후보 |
| 2009 | KBS 연기대상                 | 남자 인기상                          | 아가씨를 부탁해                  | 수상 |
| 2009 | KBS 연기대상                 | 남자 네티즌상                        | 아가씨를 부탁해                  | 후보 |
| 2009 | KBS 연기대상                 | 베스트 커플상 (with 윤은혜)          | 아가씨를 부탁해                  | 수상 |
| 2009 | 제17회 대한민국 문화연예대상 | 탤런트부문 남자 우수연기상           | 내조의 여왕                      | 수상 |
| 2009 | 제3회 Mnet 20's Choice       | 핫 붐업송상                          | 내조의 여왕                      | 수상 |
| 2010 | 제46회 백상예술대상          | TV부문 남자 최우수연기상             | 내조의 여왕                      | 후보 |
| 2011 | MBC 드라마대상               | 베스트 커플상 (with 최지우)          | 지고는 못살아                    | 후보 |
| 2013 | SBS 연기대상                 | 미니시리즈부문 남자 우수연기상       | 너의 목소리가 들려               | 후보 |
| 2016 | MBC 연기대상                 | 미니시리즈부문 남자 우수연기상       | 쇼핑왕 루이                      | 후보 |
| 2017 | KBS 연기대상                 | 중편드라마부문 남자 우수연기상       | 완벽한 아내                      | 후보 |
| 2018 | MBC 연기대상                 | 수목미니시리즈부문 남자 최우수연기상 | 손 꼭 잡고, 지는 석양을 바라보자 | 후보 |
| 2019 | SBS 연예대상                 | 리얼리티쇼부문 우수상                | 동상이몽 2 - 너는 내 운명        | 수상 |

## 가족 관계
- 배우자 : 메이비 (1979년 9월 10일 ~ )
  - 장녀 : 윤나겸 (2015년 12월 4일 ~ )
  - 차녀 : 윤나온 (2017년 5월 21일 ~ )
  - 장남 : 윤희성 (2018년 12월 24일 ~ )